# Municipio de Eudora
El municipio de Eudora (en inglés: Eudora Township) es un municipio ubicado en el condado de Douglas en el estado estadounidense de Kansas. En el año 2010 tenía una población de 7441 habitantes y una densidad poblacional de 57,36 personas por km².

## Geografía
El municipio de Eudora se encuentra ubicado en las coordenadas 38°54′43″N 95°6′35″O / 38.91194, -95.10972. Según la Oficina del Censo de los Estados Unidos, el municipio tiene una superficie total de 129.71 km², de la cual 126.91 km² corresponden a tierra firme y (2.16%) 2.8 km² es agua.

## Demografía
Según el censo de 2010, había 7441 personas residiendo en el municipio de Eudora. La densidad de población era de 57,36 hab./km². De los 7441 habitantes, el municipio de Eudora estaba compuesto por el 93.55% blancos, el 0.7% eran afroamericanos, el 1.49% eran amerindios, el 0.85% eran asiáticos, el 0.04% eran isleños del Pacífico, el 0.77% eran de otras razas y el 2.61% pertenecían a dos o más razas. Del total de la población el 4.03% eran hispanos o latinos de cualquier raza.